# John Frederick Kensett

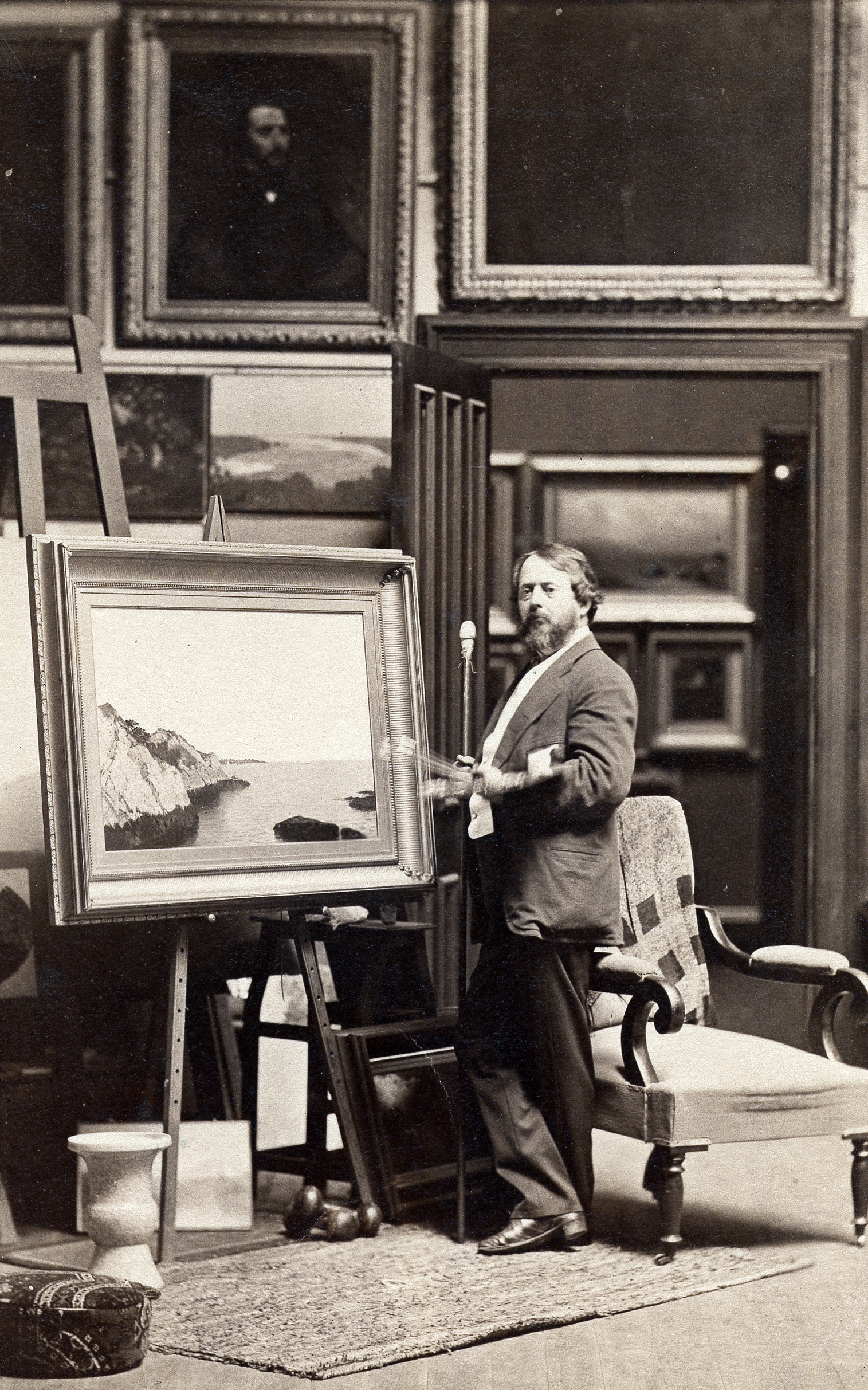
Kensett in seinem Atelier, ca. 1866

John Frederick Kensett (* 22. März 1816 in Cheshire, Connecticut; † 14. Dezember 1872 in New York City) war ein amerikanischer Maler des 19. Jahrhunderts. Er wurde vor allem für seine Landschaftsmalerei im Stil der Hudson River School bekannt und war 1870 Mitgründer des Metropolitan Museum of Art in New York City.

## Leben und Werk
John Frederick Kensett wurde 1816 als Sohn von Thomas Kensett, einem Stahlstecher, der aus England nach Amerika ausgewandert war, und dessen neuenglischer Frau Elizabeth, geborene Dagget, geboren. Er begann 1828 seine Ausbildung im Stahlstechen und Zeichnen bei seinem Vater, der sich in New Haven niedergelassen hatte, sowie seinem Onkel Alfred Dagget. 1829 ging er nach New York und arbeitete für ein Jahr bei dem Graphiker Peter Maverick, anschließend arbeitete er als selbstständiger Stahlstecher und begann auf Anraten seines Freundes John Casilear mit der Landschaftsmalerei.
Seine erste Ausstellung hatte Kensett 1838 an der National Academy of Design in New York mit einem einfach als Landscape betitelten Bild. 1840 reiste er gemeinsam mit den Malern John Casilear, Asher B. Durand und Thomas P. Rossiter nach Europa und besuchte hier in den folgenden sieben Jahren London, Paris, Deutschland, die Schweiz und Italien. 1847 kehrte er nach New York zurück und 1848 wurde er als assoziiertes Mitglied in die National Academy aufgenommen. Ein Jahr später war er Vollmitglied und wurde zudem Mitglied im Century Club, in den führende Künstler und Literaten seiner Zeit aufgenommen wurden. 1859 wurde er zudem Mitglied der National Art Commission, die die künstlerische Ausstattung des Kapitols in Washington, D.C. beaufsichtigte. Im Jahr 1870 gehört er zu den Gründern des Metropolitan Museum of Art in New York und war Mitglied dessen Vorstands.
Kensett starb am 14. Dezember 1872 infolge einer Lungenentzündung, nachdem er am 31. Oktober 1872 versucht hatte, die Frau seines Freundes Vincent Colyer, Mary Lydia, vor dem Ertrinken im Long Island Sound zu retten.

## Stil

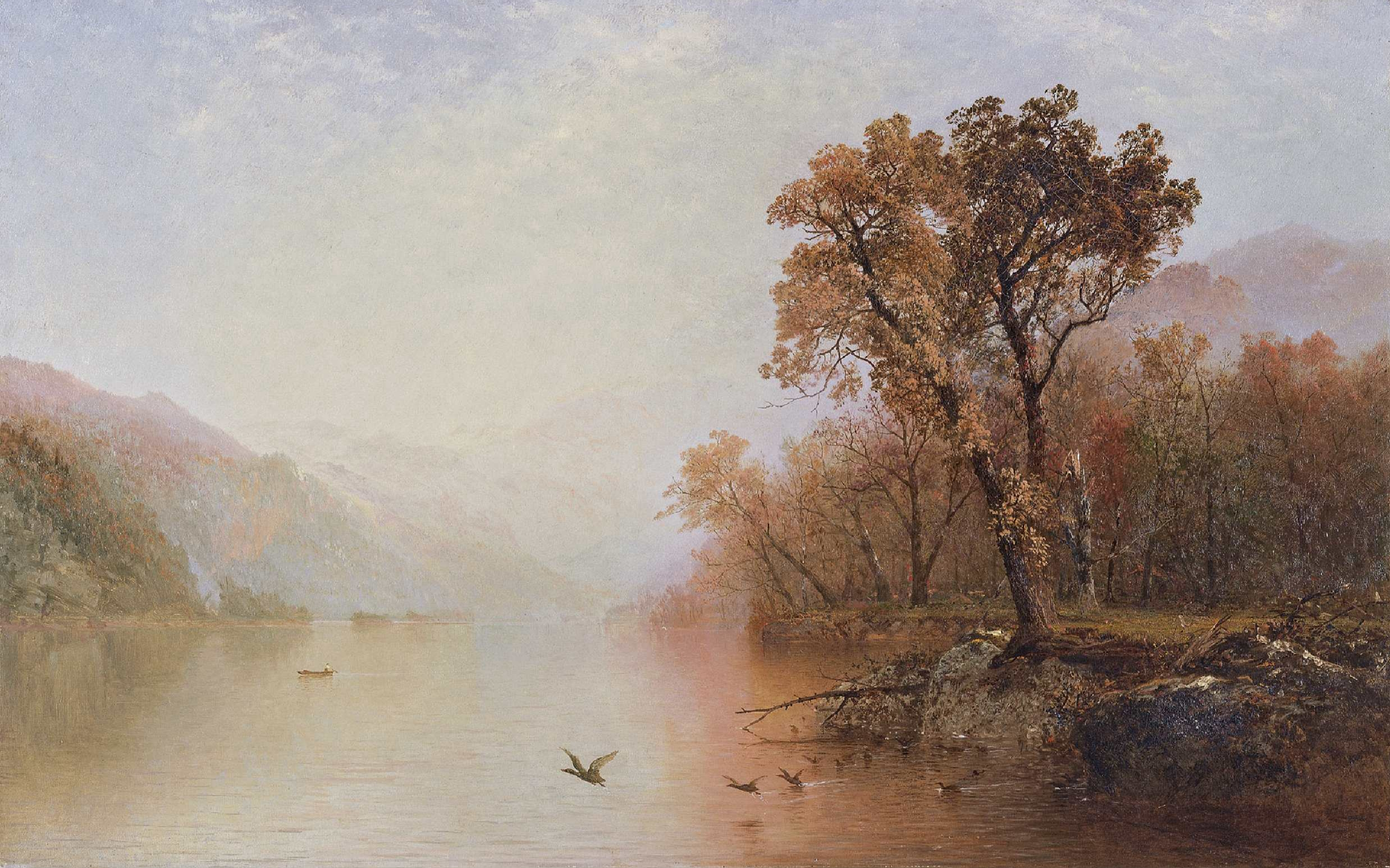
Lake George, zwischen 1860 und 1869

Die Landschaftsbilder von John Frederick Kensett sind durch die Arbeiten der Hudson River School geprägt. Dabei sind seine Frühwerke im Allgemeinen sehr kräftig und stark von Thomas Cole sowie englischen Landschaftsmalern wie John Constable geprägt. Sie sind kraftvoll ausgeführt und mit Details wie Felsen und Pflanzen ausgestattet. Nach der Mitte der 1850er Jahre gelangt ein stärkerer Einfluss Durands in die Bilder, wodurch sie präziser und in den Details genauer wurden, die Kompositionen wurden zugleich einfacher. In den 1860er und 1870er Jahren arbeitete er mit sehr reduzierten und strengen Kompositionen.
Neben gelegentlichen großformatigen Bildern malte Kensett vor allem auf kleinen bis mittleren Formaten. Er besuchte immer wieder gleiche, von New York einfach zu erreichende Orte, die er mehrfach malte, vor allem die Bash-Bish Falls, Lake George und die Küstenregionen von Newport und Beverly in Massachusetts. Die dadurch auf den ersten Blick sehr ähnlichen Bilder unterscheiden sich dabei vor allem durch die Komposition, das Licht und die Atmosphäre.

## Bildauswahl

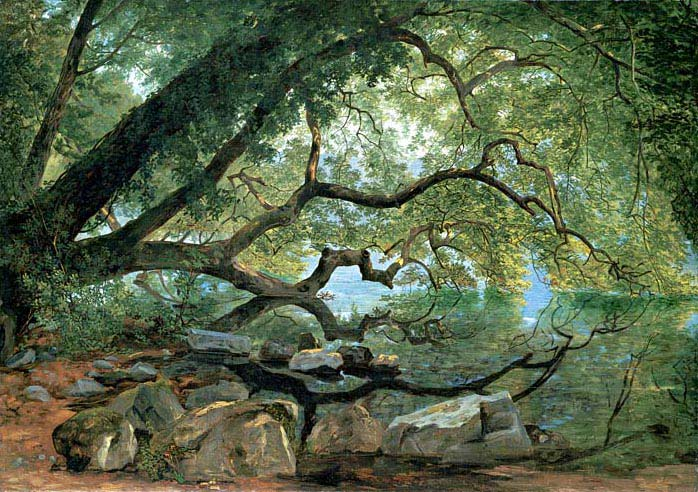
An Ilex Tree on Lake Albano, Italy, 1846
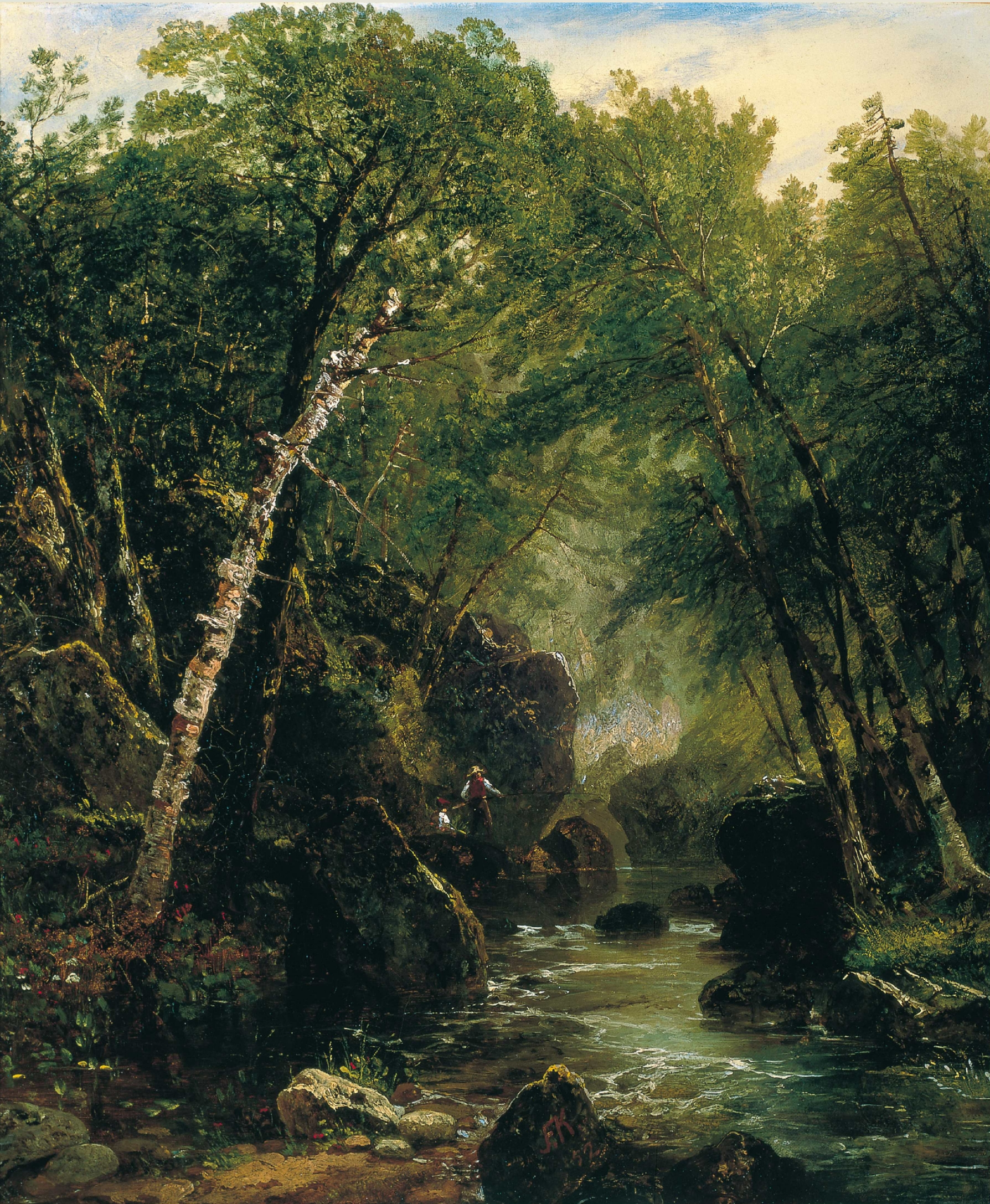
Trout Fisherman, 1852
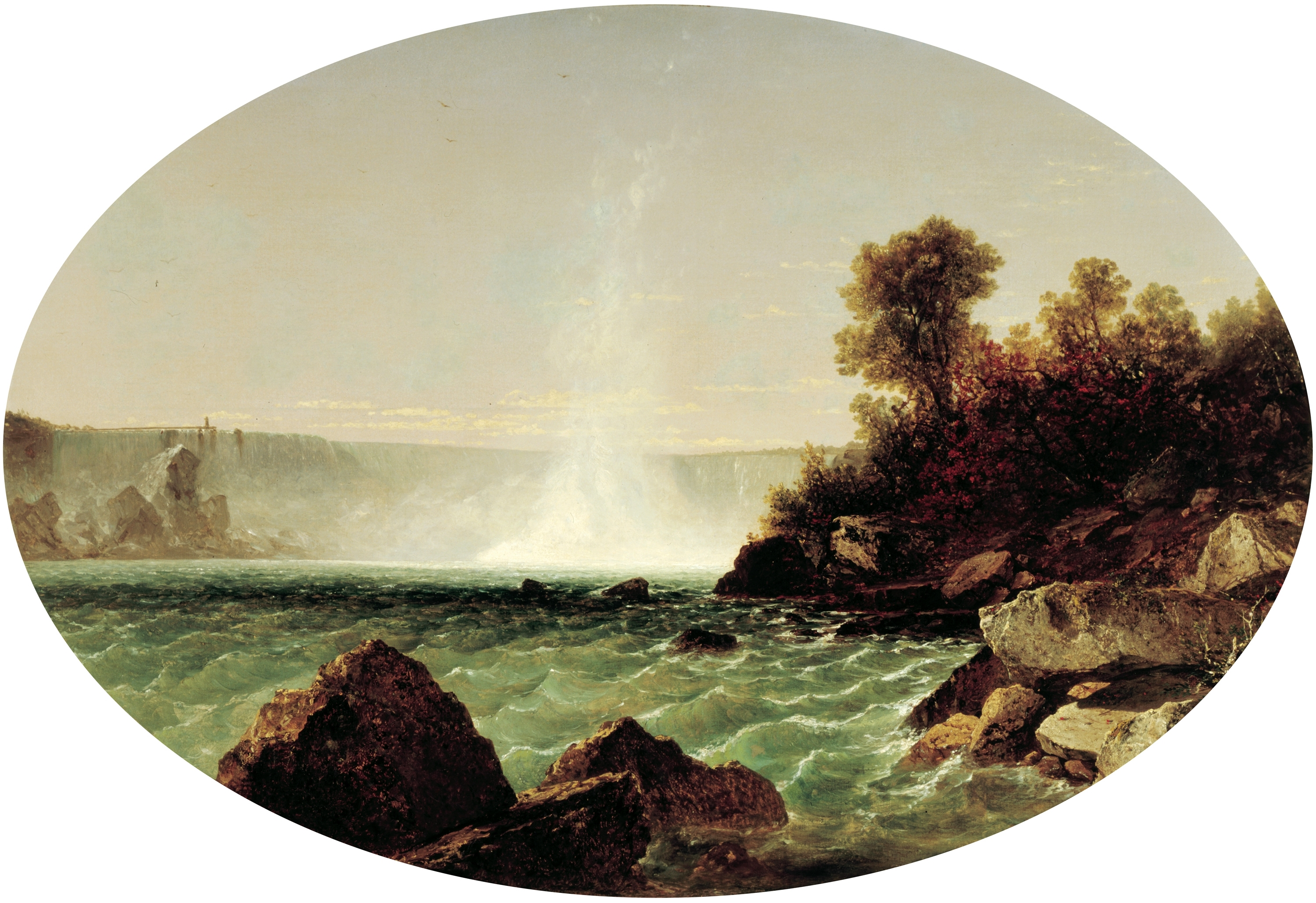
Niagara Falls, 1853
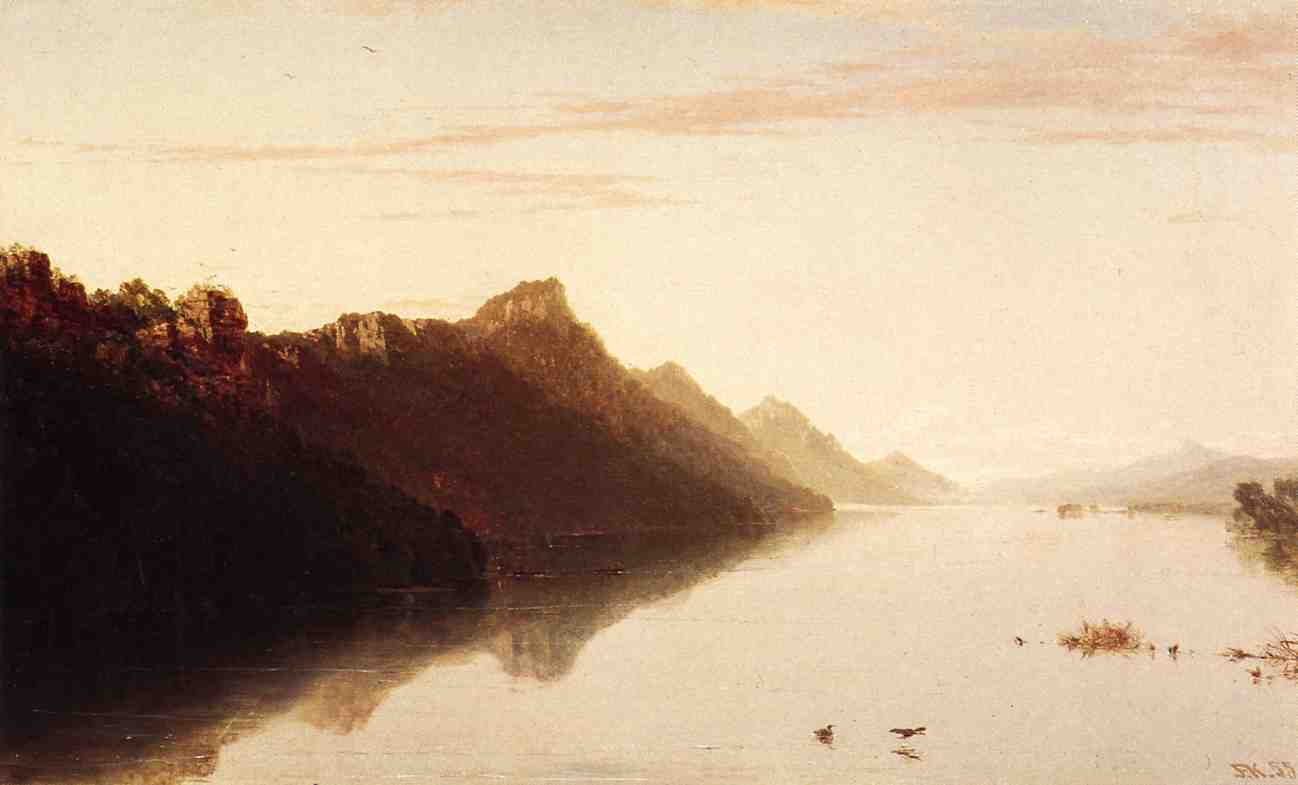
Upper Mississippi, 1855
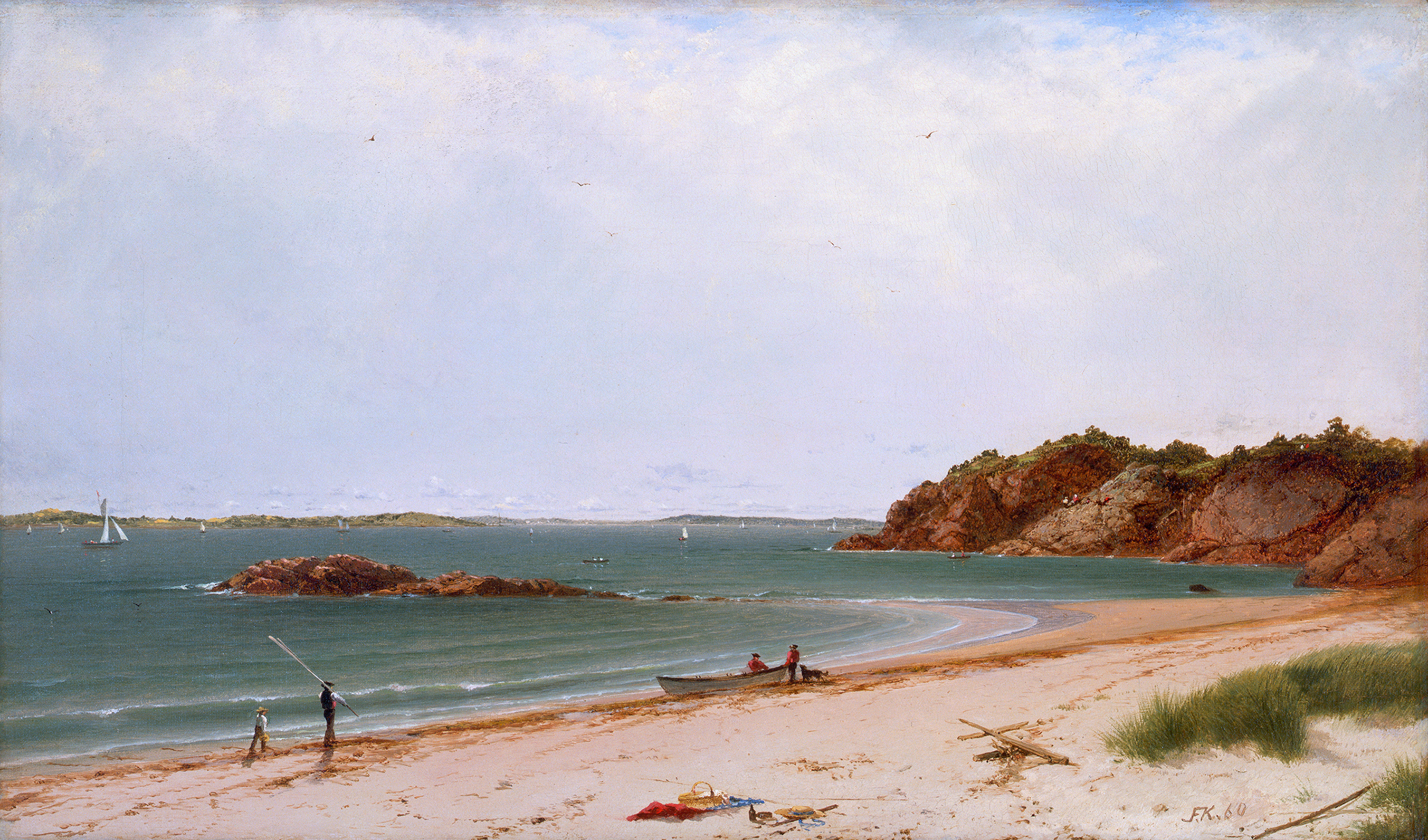
View of the Beach at Beverly, Massachusetts, 1860
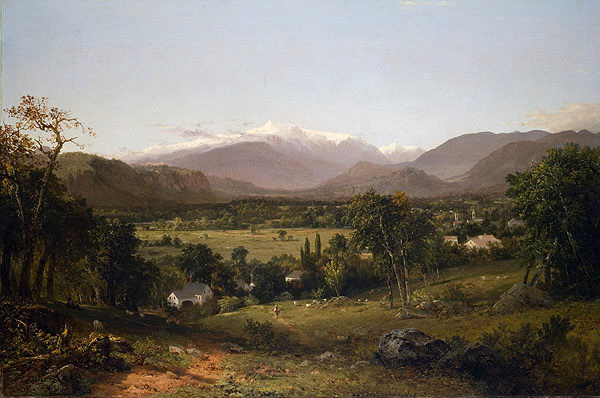
Mount Washington, 1869
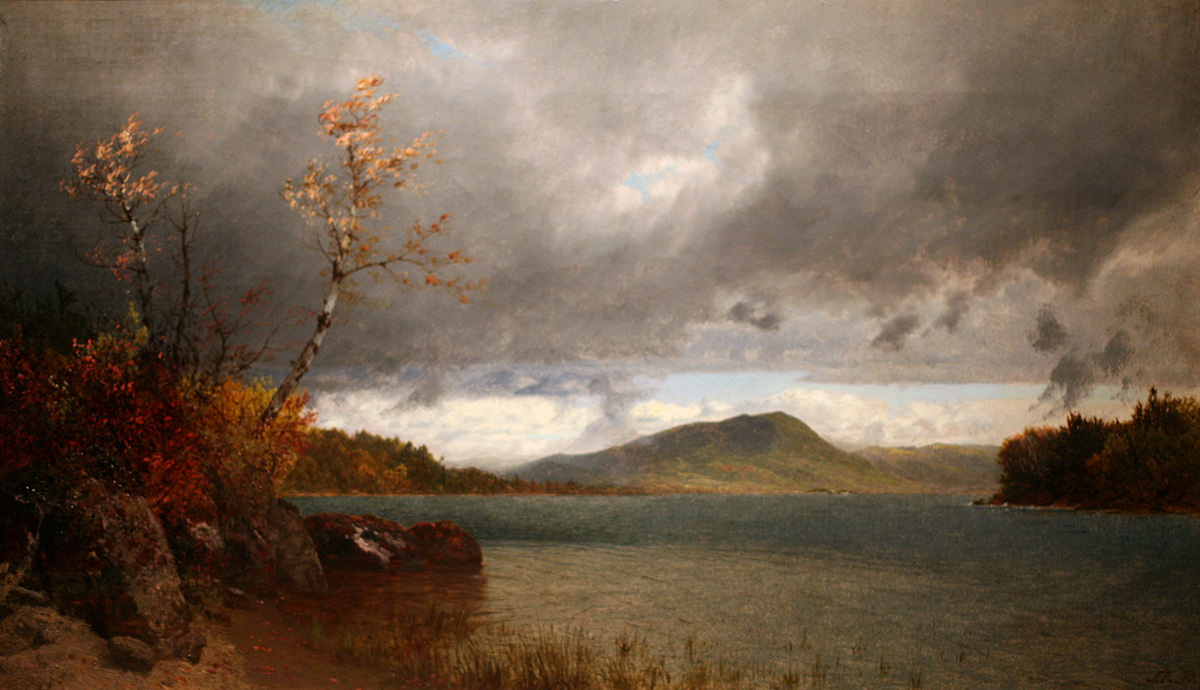
Lake George, 1870
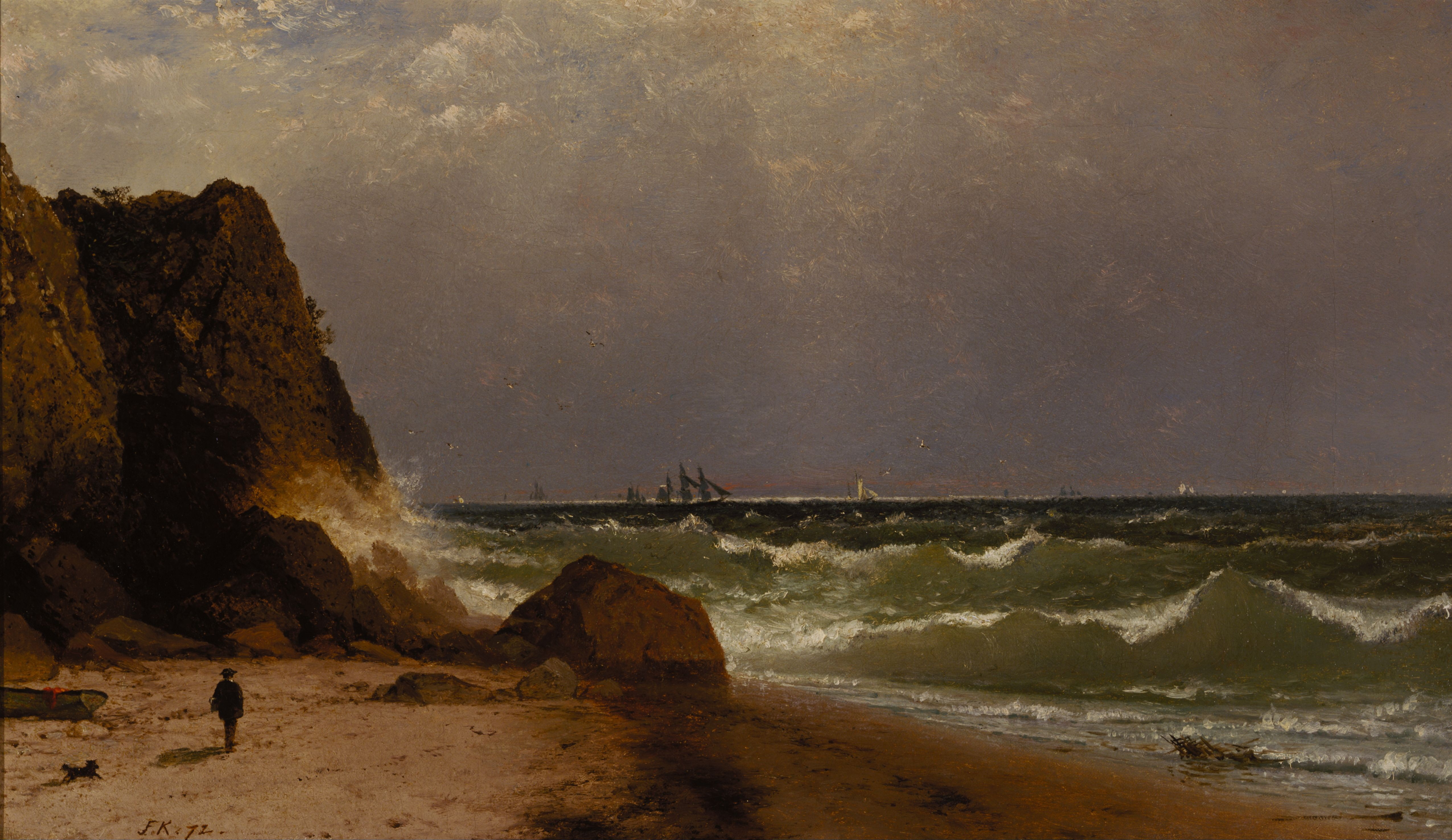
Near Newport, Rhode Island, 1872